# Jette Andersen
Jette Andersen, gift Ingstrup (født 29. august 1945 i Aarhus) er en dansk tidligere atlet, medlem af Skovbakken.
Andersen var med sine 19 år og 50 dage den hidtil yngste danske deltager i atletik, da hun deltog i OL 1964, en rekord, der først blev forbedret ved OL 2016 af Anna Emilie Møller. Hun deltog i 800 meter, hvor hun med tiden 2.15,2 blev nummer syv i indledende heat, hvilket ikke var nok til at gå videre i konkurrencen. Hendes bedste tid på distancen opnåede hun året efter med 2.09,9. Ved det uofficielle mesterskab 1966 i Dortmund, Vesttyskland blev hun nummer fem på tiden 2.13,8.
Jette Andersen er gift med OL-cykelrytteren Jan Ingstrup-Mikkelsen.

## Danske mesterskaber
- Guld 1967 800 meter 2:14.8
- Guld 1966 400 meter 58.3
- Guld 1966 800 meter 2:14.1
- Guld 1965 400 meter 56.6
- Guld 1965 800 meter 2:12.6
- Guld 1964 400 meter 58.1
- Guld 1964 800 meter 2:12.6
- Guld 1963 800 meter 2:19.8
- Bronze 1963 400 meter 61.1